# Reisserita barbarosi
Reisserita barbarosi är en fjärilsart som beskrevs av Ahmet Ömer Koçak. Reisserita barbarosi ingår i släktet Reisserita och familjen äkta malar. Inga underarter finns listade.